# Furong (Hunan)
Furong (chiń. upr. 芙蓉区, chiń. trad. 芙蓉區, pinyin: Fúróng Qū) – dzielnica chińskiego miasta Changsha, w prowincji Hunan.